# Hosejn Szejcholeslam
Hosejn Szejcholeslam (perski. حسین شیخ‌الاسلام; ur. 29 listopada 1952 w Isfahanie, zm. 5 marca 2020 w Teheranie) – irański polityk i dyplomata, który był doradcą ministra spraw zagranicznych Mohammada Dżawada Zarifa. Był również członkiem Siódmego Islamskiego Parlamentu Iranu, a wcześniej irańskim ambasadorem w Syrii. Szejcholeslam był asystentem przewodniczącego parlamentu Alego Laridżaniego do spraw międzynarodowych. 
Był jednym ze studentów, którzy przetrzymywali Amerykanów jako zakładników podczas kryzysu irańskiego w 1979-1981 r.. 
Szejcholeslam zmarł 5 marca 2020 na COVID-19. 